# 2020 en Azerbaïdjan
Chronologie de l'Azerbaïdjan
- 2016
- 2017
- 2018
- 2019
- 2020
- 2021
- 2022
- 2023
- 2024

2020 en Azerbaïdjan répertorie les évènements marquants de l'année 2020 en Azerbaïdjan.

## Février
- 9 février : élections extraordinaires au Milli Majlis[1].

- 28 février : le premier cas d'infection par le coronavirus COVID-19 a été enregistré[2].

- 29 février : le service frontalier d'Azerbaïdjan a fermé la frontière avec l'Iran[3].

## Juillet
- 12-16 juillet : affrontements de Tovuz

## Septembre
- conflit de 2020 au Haut-Karabagh

- Le ministère azerbaïdjanais de la Défense a annoncé la libération de sept villages: Garakhanbeyli, Gervend, Horadiz, Yukhari Abdurrahmanli, Achagi Abdurrahmanli, région de Fizuli, Boyuk Merjanli et Nuzger de la région de Jabrayil[4].

- Les troupes azerbaïdjanaises ont pris le contrôle de la hauteur de Murovdag[5]

## Octobre
- 3 octobre

Les troupes azerbaïdjanaises ont pris le contrôle du village de Madagiz.
Le président Ilham Aliyev a annoncé la libération de six villages: Talich à Terter, Mehdili, Chakhurli, Achagi Maralyan, Cheybei, Kuijak à Jabrail en Azerbaïdjan.
- 4 octobre

Les troupes azerbaïdjanaises ont pris le contrôle de neuf villages de la région de Jabrail: Dachkesan, Dekal, Karhulu, Chukurbeyli, Chereken, Gorovlu, Mahmudlu, Jafarabad, Yukhari Maralyan.
- 5 octobre

L'armée azerbaïdjanaise a libéré trois villages de la région de Jabrail: Chikhali Agali, Sarijaly, Marza.
- 9 octobre

Le président Ilham Aliyev a annoncé la libération du village de Hadrout, des villages de Tchayli, Yukhari Guzlek, Gorazilla, Kychlag, Garajalli, Efendilar, Suleimanli, Sur.
- 11 octobre

Bombardement de Gandja.
- 14 octobre

Le président Ilham Aliyev a annoncé la libération du village de Garadaghly, Khatunbulag, Garakollu, région de Fizuli et des villages de Bulutan, Melikjanli, Kamartuk, Takya, Tagaser, région de Khojavend.
- 15 octobre

L'armée azerbaïdjanaise a libéré les villages d'Edicha, Duduktchu, Edilli, Tchiraguz, région de Khojavend, village Arych, région Fizuli, village Dochulu, région Jabrail.
- 16 octobre

L'armée azerbaïdjanaise a libéré les villages de Khirmandzhig, Agbulag, Akhulla, région de Khojavend.
- 17 octobre

L'armée azerbaïdjanaise a libéré les villages de Gotchakhmedli, Tchimen, Juvarli, Pirahmedli, Musabeyli, Ichigli, Dedeli, la région de Fizuli et la ville de Fizuli.
- 18 octobre

L'armée azerbaïdjanaise a hissé le drapeau de l'Azerbaïdjan au-dessus du pont Khudaferin.
- 19 octobre

L'armée azerbaïdjanaise a libéré les villages de Soltanli, Amirvarli, Mashanli, Hasanli, Alikeikhanli, Gumlag, Hajili, Geyartchinveiselli, Niyazgullar, Ketchal Mammadli, Tchahvelli, Haji Ismayilli, région d'Isagli Jabrail.
- 20 octobre

L'armée azerbaïdjanaise a libéré les villages de Hawala, Zerneli, Mammadbeyli, Hekeri, Charifan, Muganli, la région de Zangilan et la ville de Zangilan; Dordtchinar, Kurdler, Yukhari Abdurrahmanli, Gargabazar, Achagi Veyselli, Yukhari Aybasanli, région de Fizuli; Sarafcha, Hasangaydy, Fuganli, Imambagi, Dach Veyselli, Agtepe, Yarakhmedli, région de Jabrail; Agjakend, Mulkyudere, Dachbachi, Gunechli, Tchinarli, région de Khojavend.
- 21 octobre

L'armée azerbaïdjanaise a libéré le village de Minjivan, les villages de Khurama, Khumarly, Saryl, Babayli, Utchundzhu Agali, Hajalli, Gyrakh Myuchlan, Udgun, Turabad, Itcheri Muchlan, Melikli, Jahangirbeyli, Baharly, région de Zangilan; Région de Balyand, Papa, Tulus, Hajili, Tinli Jabrayil; Gejagozlu, Achagi Seyidakhmedli, Zerger de la région de Fizuli.
- 22 octobre

L'armée azerbaïdjanaise a libéré les villages de Kollugychlag, Malatkeshin, Kend Zangilan, Genlik, Veligulubeyli, Garadere, Chopedere, Tatars, Tiri, Emirkhanli, Gargulu, Bartaz, Dellekli et le village d'Agbend, région de Zangelan; Sirik, Chikhlar, Mastalybeyli, Derzili de la région de Jebrail; Mollaveli, Yukhary Refedinli, Achagi Refedinli, région de Fizuli.
- 23 octobre

L'armée azerbaïdjanaise a libéré les villages de Dolanlar, Bunyadli, région de Khojavend; Dag Tumas, Nusus, Halafli, Minbashili, Veyselli, région de Jabrail; Venedli et Mirzagasanli de la région de Zangilan; Zilanly, Kurd Makhryzly, Muganli et Alagurchag de la région de Gubadli.
- 25 octobre

Le président Ilham Aliyev a annoncé la libération de la ville de Gubadli
- 26 octobre

L'armée azerbaïdjanaise a libéré les villages de Padar, Efendilar, Yusifbeyli, Tchaytumas, Khanlyk, Saryyatag, Mollaburkhan de la région de Gubadli; Alibeyli I, Alibeyli II, Rabend, Yenikend, région de Zangilan; Sofulu, Dagmachanli, Kurdlyar, Khavisli, Chelyabilyar de la région de Jabrail.
- 28 octobre

Bombardement de Barda
L'armée azerbaïdjanaise a libéré les villages d'Agaly I, Agaly II, de la région de Zangelan, de Mandyly, de la région de Fizuli, de Kazanzami, de Khanagyabulak, de Chulla, de Kushchular, de Karaagach, de la région de Jebrail, de Qiyasly, d'Abilja, de Gilijan, de la région de Gubadli.
- 30 octobre

L'armée azerbaïdjanaise a libéré les villages de Khudaverdili, Kurbantepe, Chahveledli, Khubyarly, région de Jabrayil; Aladin, Vezhnali, région de Zangelan; Kevdadykh, Mamar, Mollaly, région de Gubadli.

## Novembre
- 2 novembre

L'armée azerbaïdjanaise a libéré les villages de Tchaprand, Haji Isakli, Gochabulak de la région de Jabrail; Dere Gilyatag, Boyuk Gilyatag, région de Zangilan; Ichygli, Muradkhanli, Milanly.
- 4 novembre

L'armée azerbaïdjanaise a libéré les villages de Miryak et Kavdar de la région de Jabrail; Machadismayilli et Chafibeyli de la région de Zangilan; Bacharat, Karakichilar et Karajalli.
- 7 novembre

Le président azerbaïdjanais Ilham Aliyev a annoncé la prise des villages de Yukhari Veisalli, Yukhary Seidakhmedli, Korgan, Mahmudlu 3e, Qajar, Divanalylar, région de Fizuli; Yukhary Mazra, Yanarhaj de la région de Jabrail; Kazyan, Bala-Soltanly, Mardanly, région de Kubatly; Bechdali de la région de Zangilan; Karabulak, Mochkhmaat de Khojaly; Atagut et Tsakuri de la région de Khojavend.
- 8 novembre

Le président azerbaïdjanais Ilham Aliyev a annoncé la libération de la ville de Choucha!
- 9 novembre

Les villages de Kobu Dilagarda, Yal Pirahmedli, Yukhary-Yaglevend, Dilagarda, Seyid Mahmudlu, Aleskerli, Ashagi Guzlyak, Govchatli, Mirzajamalli, Chekerdzhik, Merdinli, Chykhly, Karamamedli, région de Gizkadjarbeyb; Demirtchilar, Tchanakhtchi, Madatkend, Signakh, région de Khojali; Susanlig, Maisons, Remorqueur, Akaku, Azokh, région de Khojavend; Huseynalylar, Seyudlu, Achagi Sirik, Kaladzhyk, Mollagasanli, Askerkhanli, Yukhary Nusus, Ashug Melikli, Niftalilyar, Kerrar, Chelebilyar de la région de Jabrail; Yukhary Mallu, Achagy Mallu, Khodjik, Karaimanly, Khandek, Gamzali, Mehrizli, Gal, Ballykaya, Ulachly, Tinli, Khojahan, Boyunagar, Karakoyunlu, Chereli; Ketchikli, Ordekli, Sobu, Karagez, Bartaz, hauteurs stratégiques de Bartaz (2300 m), Sygyrt (1370 m) et Chukyurataz (2000 m), ainsi que cinq autres hauteurs sans nom de la région de Zangilan; Gulabird, Safyan, Tyurklyar, région de Latchin.
- 10 novembre

Signature d'un accord d'armistice trilatéral au Haut-Karabakh. La signature de cet accord a marqué la victoire dans le conflit armé. À cet égard, des manifestations ont commencé dans la ville.
- 20 novembre

La région d'Aghdam est complètement passée sous le contrôle de l'armée azerbaïdjanaise.
- 25 novembre

La région de Kalbajar est complètement passée sous le contrôle de l'armée azerbaïdjanaise

## Décembre
- 1er décembre

La région de Lachin est complètement passée sous le contrôle de l'armée azerbaïdjanaise.
- 10 décembre

Un défilé militaire dédié à la victoire dans la guerre au Haut-Karabakh a eu lieu

## Décès
- 26 février : Isgandar Hamidov, homme politique
- 29 février : Aghakhan Salmanli, acteur
- 22 octobre : Ramiz Gasimov, militaire
- 14 décembre : Elbrus Abbasov, footballeur
- 21 décembre : Safura Ibrahimova, actrice